# 1789
1789 (MDCCLXXXIX) a fost un an obișnuit al calendarului gregorian, care a început într-o zi de miercuri.

## Evenimente

Căderea Bastiliei

- 4 februarie: George Washington este ales în unanimitate primul președinte al Statelor Unite de către Colegiu electoral.
- 7 aprilie: Selim al III-lea (1789–1807) îi succede lui Abdul-Hamid I (1773–1789) ca sultan otoman.
- 28 aprilie: Revolta de pe Bounty, a avut loc la bordul navei militare britanice de transport, HMS Bounty, comandată de căpitanul William Bligh. Revolta a fost condusă de secundul Christian Fletcher, care l-a acuzat pe căpitan de tiranie.
- 30 aprilie: George Washington a fost investit la Federal Hall din New York City, și își începe primul mandat ca președinte al Statelor Unite ale Americii.
- 5 mai: Începutul Revoluției franceze (1789-1799).
- 14 iulie: Revoluția franceză. Asaltul Bastiliei.

### Nedatate
- 1789-1793: Poarta Brandenburg, poartă monumentală construită de Carl Gotthard Langhans în Berlin, Sfântul Imperiu Roman (astăzi în Germania).
- Congresul SUA. Organ legislativ înființat conform Constituției SUA, separat din punct de vedere al structurii de executiv și judiciar.

## Nașteri
- 16 martie: Georg Simon Ohm, fizician german (d. 1854)
- 6 iulie: Maria Isabela a Spaniei, regină a celor Două Sicilii (d. 1848)
- 21 august: Augustin Louis Cauchy, matematician francez (d. 1857)
- 27 august: Joseph, Duce de Saxa-Altenburg (d. 1868)
- 28 august: Stéphanie de Beauharnais, mare ducesă de Baden (d. 1860)
- 9 septembrie: William Cranch Bond, astronom american (d. 1859)
- 20 septembrie: George al II-lea, Prinț de Waldeck și Pyrmont (d. 1845)
- 15 septembrie: James Fenimore Cooper, scriitor american (d. 1851)
- 28 octombrie: Louise Caroline de Hesse-Cassel, ducesă de Schleswig-Holstein-Sonderburg-Glücksburg (d. 1867)
- 25 octombrie: Samuel Heinrich Schwabe, astronom german (d. 1875)
- 30 octombrie: Prințesa Louise Charlotte a Danemarcei (d. 1864)
- 15 decembrie: Carlos Soublette, militar și om politic, președinte al Venezuelei (d. 1870)

## Decese
- 21 ianuarie: Paul Henri Thiry d'Holbach (n. Paul Heinrich Dietrich von Holbach), 65 ani, savant, filozof materialist, enciclopedist de origine germană (n. 1723)
- 7 aprilie: Abdul-Hamid I, 63 ani, sultan otoman (n. 1725)
- 5 mai: Giuseppe Baretti (n. Giuseppe Marc'Antonio Baretti), 70 ani, scriitor, dramaturg și traducător italian (n. 1719)
- 4 iunie: Ludovic-Joseph, Delfin al Franței (n. Louis-Joseph Xavier Francois), 7 ani (n. 1781)
- 17 noiembrie: Charlotte Stuart, Ducesă de Albany, 46 ani (n. 1743)
- 19 noiembrie: Arhiducesa Maria Anna a Austriei (n. Maria Anna Josepha Antonia), 51 ani (n. 1738)
- 3 decembrie: Claude Joseph Vernet, 75 ani, artist plastic francez (n. 1714)